# 斑點鮋
络鳃鲉（学名：Scorpaena guttata）为輻鰭魚綱鮋形目鮋亞目鲉科鲉属的鱼类。分布於東太平洋美國加州南部至墨西哥加利福尼亞灣海域，棲息深度可達183公尺，體長可達43公分，棲息在沿岸岩石底質底層水域，生活習性不明，可做為食用魚及遊釣魚。
其种加词“guttata”意为“点状纹样的”。